# Écozone néotropicale : plantes à graines par nom scientifique
- Écozone néotropicale : plantes à graines par nom scientifique (A)
- Écozone néotropicale : plantes à graines par nom scientifique (B)
- Écozone néotropicale : plantes à graines par nom scientifique (C)
- Écozone néotropicale : plantes à graines par nom scientifique (D)
- Écozone néotropicale : plantes à graines par nom scientifique (E)
- Écozone néotropicale : plantes à graines par nom scientifique (F)
- Écozone néotropicale : plantes à graines par nom scientifique (G)
- Écozone néotropicale : plantes à graines par nom scientifique (H)
- Écozone néotropicale : plantes à graines par nom scientifique (I)
- Écozone néotropicale : plantes à graines par nom scientifique (J)
- Écozone néotropicale : plantes à graines par nom scientifique (K)
- Écozone néotropicale : plantes à graines par nom scientifique (L)
- Écozone néotropicale : plantes à graines par nom scientifique (M)
- Écozone néotropicale : plantes à graines par nom scientifique (N)
- Écozone néotropicale : plantes à graines par nom scientifique (P)
- Écozone néotropicale : plantes à graines par nom scientifique (Q)
- Écozone néotropicale : plantes à graines par nom scientifique (R)
- Écozone néotropicale : plantes à graines par nom scientifique (S)
- Écozone néotropicale : plantes à graines par nom scientifique (T)
- Écozone néotropicale : plantes à graines par nom scientifique (U)
- Écozone néotropicale : plantes à graines par nom scientifique (V)
- Écozone néotropicale : plantes à graines par nom scientifique (W)
- Écozone néotropicale : plantes à graines par nom scientifique (X)
- Écozone néotropicale : plantes à graines par nom scientifique (Y)
- Écozone néotropicale : plantes à graines par nom scientifique (Z)